# Hình viên phân

Hình viên phân (xanh lục) bị chặn bởi một cát tuyến/dây cung (đường nét đứt) và cung có hai điểm đầu cuối trùng với của dây cung (cung nằm phía trên miền xanh lục).

Trong hình học phẳng, hình viên phân (tiếng Anh circular segment, ký hiệu: ⌓) là một miền của hình tròn bị "chia" bởi một cát tuyến hoặc một dây cung. Định nghĩa hình thức hơn, đó là một hình viên phân là một miền không gian hai chiều bị chặn bởi một cung (cung nhỏ hơn 180°) của đường tròn và bởi dây cung nối hai điểm đầu cuối của cung.

## Các công thức liên quan
Gọi R là bán kính của hình tròn, θ là góc chắn bởi cung tròn đo bằng radian, α là góc chắn bởi cung tròn đo bằng độ, c là độ dài dây cung, s là độ dài cung, h là chiều cao của hình viên phân, và d chiều cao của tam giác tạo bởi hai bán kính nối tâm và hai điểm đầu cuối của cung.
Bán kính đường tròn tính bằng
{\displaystyle R=h+d={\frac {h}{2}}+{\frac {c^{2}}{8h}}}
Bán kính xác định theo h và c có thể suy ra từ định lý hai dây cung cắt nhau, với đường kính 2R và c vuông góc với dây cung.
Độ dài cung bằng
{\displaystyle s={\frac {\alpha }{180^{\circ }}}\pi R={\theta }R=\arcsin \left({\frac {c}{h+{\frac {c^{2}}{4h}}}}\right)\left(h+{\frac {c^{2}}{4h}}\right)}
Độ dài cung xác định theo arcsin được suy ra từ góc nội tiếp trương bởi cùng một cung và một cạnh của góc là đường kính. Khi đó góc nội tiếp có giá trị θ/2 và là một góc của tam giác vuông có cạnh huyền bằng đường kính. Cách này cũng có ích dùng để suy ra một số liên hệ lượng giác dưới đây.
Độ dài dây cung bằng
{\displaystyle c=2R\sin {\frac {\theta }{2}}=R{\sqrt {2-2\cos \theta }}=2R{\sqrt {1-(d/R)^{2}}}}
Chiều cao h bằng
{\displaystyle h=R\left(1-\cos {\frac {\theta }{2}}\right)=R-{\sqrt {R^{2}-{\frac {c^{2}}{4}}}}}
Giá trị góc bằng
{\displaystyle \theta =2\arctan {\frac {c}{2d}}=2\arccos {\frac {d}{R}}=2\arccos \left(1-{\frac {h}{R}}\right)=2\arcsin {\frac {c}{2R}}}

### Diện tích
Diện tích A của hình viên phân bằng diện tích của hình quạt tròn trừ đi diện tích của phần tam giác tương ứng tạo bởi hai cạnh nối tâm và hai điểm đầu cuối của cung và dây cung
{\displaystyle A={\frac {R^{2}}{2}}\left(\theta -\sin \theta \right)}
với góc ở tâm đo theo radian, hay
{\displaystyle A={\frac {\alpha \pi \mathbb {R} ^{2}}{360^{\circ }}}}
với góc ở tâm đo theo độ.

### Ứng dụng
Công thức diện tích có thể sử dụng để tính thể tích của một thùng phi đặt nằm ngang mà chứa chất lỏng không đầy thùng.
Để thiết kế cửa sổ hay cửa có cạnh trên được bo tròn, giá trị c và h có thể xác định được và được sử dụng để tính bán kính R cho người thợ có thể tiến hành lắp đặt được.